# Gåstjärnarna (Rätans socken, Jämtland, 691873-143982)
Gåstjärnarna är en sjö i Bergs kommun i Jämtland och ingår i Ljusnans huvudavrinningsområde.